# Beilschmiedia crassifolia
Beilschmiedia crassifolia är en lagerväxtart som först beskrevs av Adolf Engler, och fick sitt nu gällande namn av Robyns & Wilczek. Beilschmiedia crassifolia ingår i släktet Beilschmiedia och familjen lagerväxter. Inga underarter finns listade i Catalogue of Life.